# Bimbo (República Centro-Africana)

Bimbo (também conhecida como Bimo) é uma cidade da República Centro-Africana, parte da prefeitura e da área metropolitana de Bangui. Situa-se a oeste de Bangui, na margem esquerda do rio Mpoko, um afluente do rio Ubangui, a 9 km do centro de Bangui. Antes sua integração à Grande Bangui em dezembro de 2020, foi a segunda maior cidade do país em termos de população, com 124.176 habitantes em 2003, e também serviu como capital da prefeitura de Ombella-M'Poko.
Até a primeira metade da década de 2000, Bimbo sediava a única prisão segregada por sexo no país, a Prisão Central de Bimbo, construída em 1980 para suportar 200 prisioneiros, embora em 2005 só estivessem presas 44 pessoas, a maioria detida para prejulgamento.